# کولونگا کاواوک
کولونگا کاواوک (به لهستانی:  Kolonia Kawałek) یک روستا در لهستان است که در گمینا بیاوا پیسکا واقع شده‌است.